# Heriberto Jara
Heriberto Jara är en ort i Mexiko.   Den ligger i kommunen Zinapécuaro och delstaten Michoacán de Ocampo, i den södra delen av landet, 160 km väster om huvudstaden Mexico City. Heriberto Jara ligger 2 458 meter över havet och antalet invånare är 533.
Terrängen runt Heriberto Jara är kuperad. Runt Heriberto Jara är det ganska tätbefolkat, med 104 invånare per kvadratkilometer. Närmaste större samhälle är Acámbaro, 18,3 km nordväst om Heriberto Jara. I omgivningarna runt Heriberto Jara växer huvudsakligen savannskog.